# エドワード・スミス＝スタンリー (第12代ダービー伯爵)
第12代ダービー伯爵エドワード・スミス＝スタンリー（英: Edward Smith-Stanley, 12th Earl of Derby PC、1752年9月12日 - 1834年10月21日）は、イギリスの貴族、政治家、馬主、競走馬生産者。
ホイッグ党に所属し、第3代ポートランド公爵ウィリアム・キャヴェンディッシュ＝ベンティンクと初代グレンヴィル男爵ウィリアム・グレンヴィルの政権でランカスター公領大臣を務めた。
競馬のオークスステークス、ダービーステークスの発案者としても知られる。

## 経歴
1752年、イングランド北部のランカシャー州プレストンで、第11代ダービー伯爵エドワード・スタンリーの嫡子ストレンジ卿ジェームズ・スミス＝スタンリーの長男として生まれる。
1764年にイートン・カレッジに入学。卒業後の1771年にケンブリッジ大学トリニティ・カレッジに進み、1773年にM.A.の学位を取得した。
1774年よりランカシャー州選挙区選出の庶民院議員。1776年に祖父が死去したため第12代ダービー伯爵となり貴族院へ移り、また祖父が務めていたランカシャー統監および主席治安判事を引き継いだ。
1783年に成立した第3代ポートランド公爵ウィリアム・キャヴェンディッシュ＝ベンティンクを名目上の首班とするチャールズ・ジェイムズ・フォックスとノース卿フレデリック・ノースの連立政権（フォックス＝ノース連立内閣、第1次ポートランド公爵内閣とも）ではランカスター公領大臣として入閣、同時に枢密顧問官にも列せられた。
1806年、グレンヴィル男爵ウィリアム・グレンヴィルの政権で再びランカスター公領大臣となった。
1834年にランカシャー州のノウズリーで死去し、同州のオームズカークに葬られた。伯爵位は長男のスタンリー卿エドワードが相続した。

## オークス、ダービーの創設
1778年、ダービー伯爵の別荘「オークス荘」で催された晩餐会の席上で、3歳の牝馬を集めた距離1マイル（約1600メートル）の競馬の競走が発案された。翌1779年に行われたこの競走は、アイディアが出された別荘の名を取って「オークス」と名付けられ、この時の優勝馬はダービー伯爵が出走させたBrigetであった。
そのオークス後の祝賀会の席で、今度は3歳の牡馬による同様の競走を創設しようという流れになり、その競走の命名を巡ってダービー伯爵と友人のサー・チャールズ・バンベリー準男爵との間で譲り合いが続き、ついにはコイントスが行われた。結果ダービー伯爵が勝利し、この競走には彼の爵名から取った「ダービー」という名が付けられた。このオークスとダービーという二競走は現在に至るまで続いており、イギリスの3歳戦で最重要の競走となっているのみならず、これに範を取りオークス、ダービーと名付けられた同様の競走が世界中に広がる事となった。第1回ダービーではバンベリーの所有馬ダイオメドが優勝を果たした。ダービー伯爵自身は、1787年の第8回をサーピーターティーズルで優勝している。2005年、2006年のジャパンカップでウィジャボードと共に来日した第19代ダービー伯爵エドワード・スタンリーは直系7代目の子孫にあたる。

## 家族

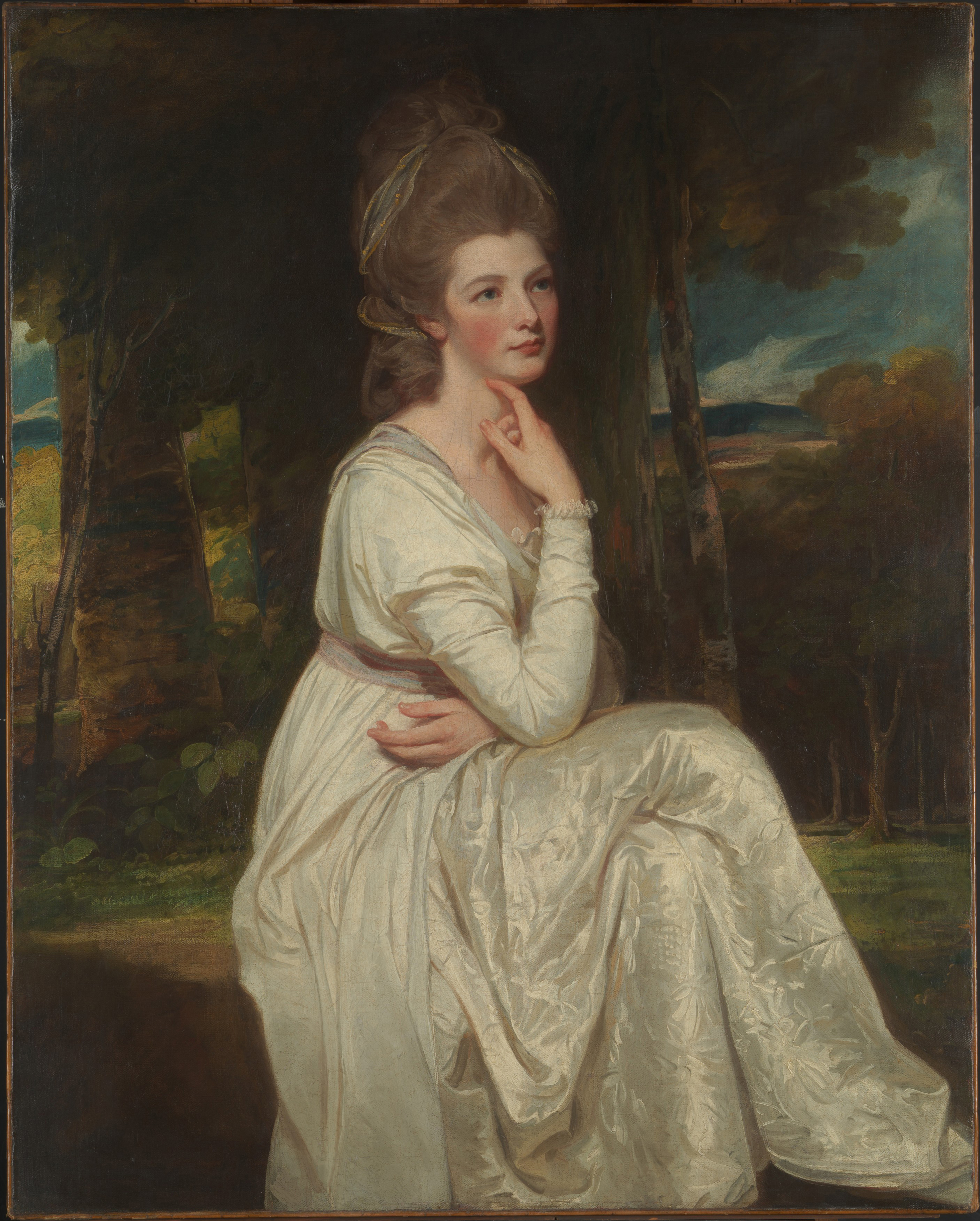
レディ・エリザベス・ハミルトン（ジョージ・ロムニー画）

1774年6月23日にサリー州リッチモンドのアーガイル・ハウスにて第6代ハミルトン公爵ジェイムズ・ダグラス＝ハミルトンの娘レディ・エリザベス・ハミルトンと結婚した。彼女との間に一男二女を儲けたが、別居状態が長く続いた後1797年に死別。
- エドワード（1775年4月21日 – 1851年6月30日） - 第13代ダービー伯爵[9]
- シャーロット（1776年10月17日 – 1805年11月25日） - 1796年8月22日、エドマンド・ホーンビー（Edmund Hornby、ジェフリー・ホーンビーの息子）と結婚[9]
- エリザベス・ヘンリエッタ（1778年4月29日 – 1857年11月4日） - 1795年1月15日、スティーブン・トマス・コール（Stephen Thomas Cole、1765年4月26日 – 1835年9月6日）と結婚[9]

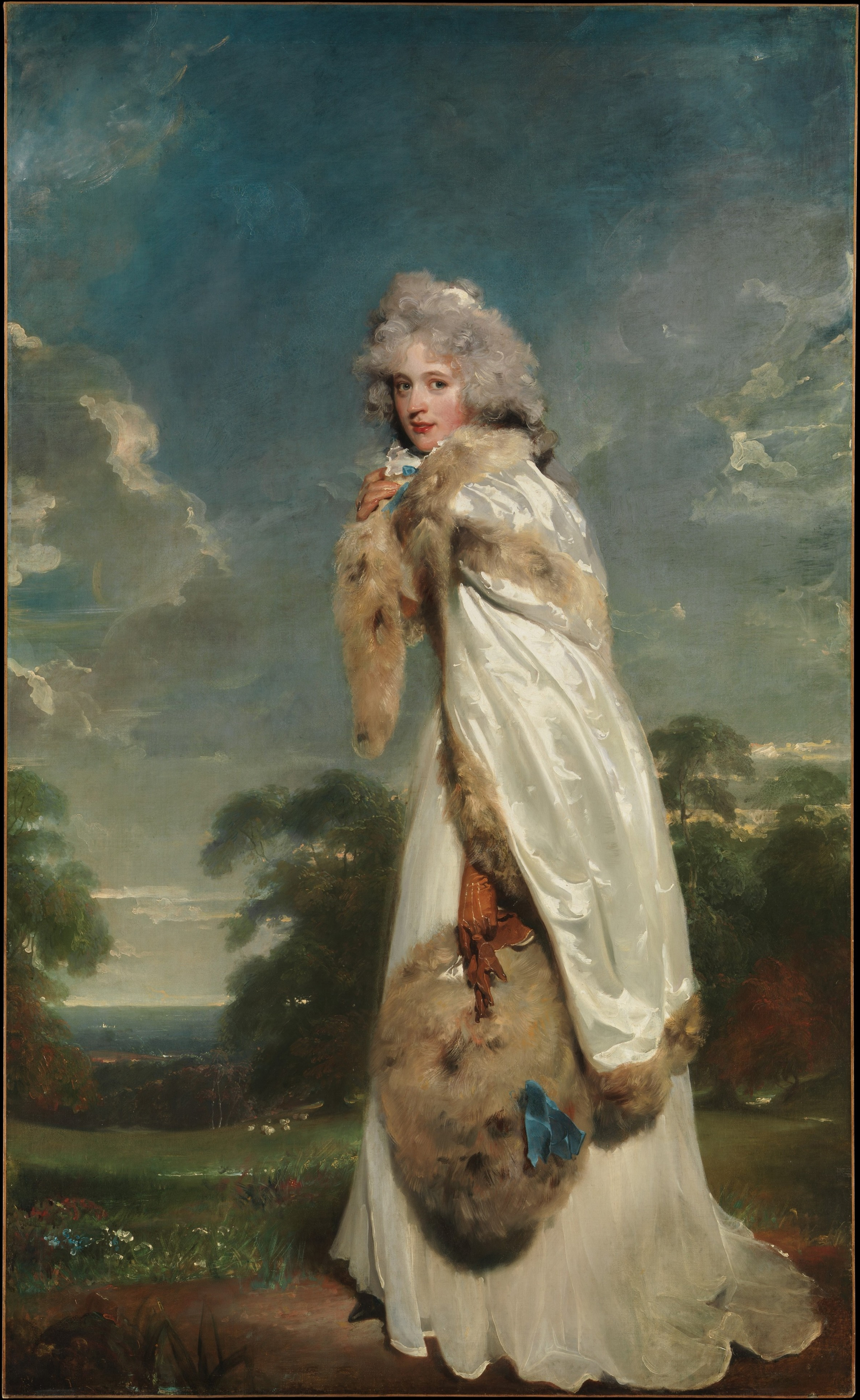
エリザベス・ファーレン（サー・トマス・ローレンス画）

1797年5月1日、喜劇女優のエリザベス・ファーレンと再婚し、彼女との間にも一男二女を儲けた。
- ルーシー・エリザベス（1799年3月1日 – 1809年4月25日[9]）
- ジェームズ（1800年3月9日 – 1817年4月3日[9]）
- メアリー・マーガレット（1801年3月23日[9] – 1858年12月16日） - 1821年11月29日、第2代ウィルトン伯爵トマス・エジャートンと結婚、子供あり[10]

### 註釈
1. ↑  この儀礼称号で知られるが、本来はこの儀礼称号を帯びる権利はなかった。
2. ↑  ただしこのときは閣僚ではなかった。
3. ↑  当時。1974年にマージーサイド州へ移管された。
4. ↑  1784年に距離が1マイル半（約2400メートル）に変更された
5. ↑  当時。1965年にグレーター・ロンドンへ移管された。